# 会津サティ
会津サティ（あいづさてぃ）は、かつて福島県会津若松市駅前町にあった、イオングループの一企業であったマイカル（現：イオンリテール）が運営していたGMS。
会津サティの前身に当たる、「大善（大善デパート）」、「ニチイダイゼン」、「ニチイ会津若松店（ニチイ会津若松ショッピングデパート）」についても記述する。

## 概要

### 大善の創業から百貨店への発展
1941年（昭和16年）1月2日に畑清三郎が家業の「大善呉服店」から独立し、婦人子供服専門洋裁店を開いたのが始まりである。
戦後は、1947年（昭和22年）に神明通りに間口一間半・奥行一間の店舗を開いた。
1949年（昭和24年）3月の統制廃止の際には、当時数日遅れで会津に到着していた官報の到着を先取りするため東京で待機して、統制解除後すぐに問屋から仕入れ、未明から深夜まで営業して売りまくる戦略を採った。
1951年（昭和26年）3月に資本金160万円で「有限会社大善洋装店」を設立して法人化した。
1953年（昭和28年）3月に「株式会社大善」に改組して、同年4月に資本金を330万円に増資した。
1959年（昭和34年）4月に資本金200万円で「株式会社会津ヤクルト処理工場」（現在の「会津ヤクルト販売」）を設立してヤクルト部を独立させた。
同年に丸光（仙台市）と小林百貨店（新潟市）が会津進出を目指したが、専門店会や商工会議所を中心とした地元の反対運動で挫折すると、大善が百貨店の開設申請を出し、専門店会が対抗して「若松デパート（後の中合会津店）」を申請したことから、2年余りに渡って泥仕合が続くことになった。
その間の1961年（昭和36年）10月に店舗を新築して会津若松市初の百貨店「大善（大善デパート）」を開店し、1963年（昭和38年）5月27日に百貨店法に基く百貨店営業の認可を受けて百貨店法に基づく百貨店となった。

### 過当競争による廃業からニチイダイゼンへ
1971年（昭和46年）には、向かい側に出店した長崎屋会津若松店に対抗して建物を増改築したが、過当競争で資金繰り難に陥り、提携していた「東北ニチイ」に支援を求める事態に陥った。
その結果、福島ニチイに店舗及び営業権を売却して「株式会社大善」は自主廃業し、それからまもなく福島市の百貨店・山田百貨店が設立した福島ニチイが運営する「ニチイダイゼン」となった。
同年9月にレインボープラザが完成し、「オサダビル」と「フジビル」とニチイダイゼンの建物が連結されて、それぞれのビルから行き来できる構造となった。
1975年に運営していた福島ニチイは、東北ニチイへ合併された。

### ニチイから会津サティ
1982年（昭和57年）7月1日には、会津若松駅前に東北ニチイ運営の「ニチイ会津若松店」（SC名としては「ニチイ会津若松ショッピングデパート」）として移転開業。1993年（平成5年）3月には、それまで駐車場だった4階のフロアを増床し、「会津サティ」（東北ニチイ初のサティ業態店舗）として業態転換。本来、市の中心部ではない会津若松駅前という立地ではあったが、立体駐車場を完備した大型店として、市の中心部である神明通りにあった長崎屋会津若松店や会津中合（中合会津店）とともに、会津地方を代表する大型店として一翼を担った。
しかし、2006年（平成18年）3月に開業したアピタ会津若松店（現在のMEGAドン・キホーテUNY会津若松店）などの郊外への大型店の進出に伴う売上の低下や、建物自体の老朽化も重なり、2009年（平成21年）6月30日に閉店した。
閉店後すぐに解体され駐車場となったが、2009年（平成21年）6月29日にマイカルや隣接した商店などの地権者で構成する「会津若松駅前地区再開発協議会」が発足して旧サティ周辺を含めた約9,300m2の土地の利用方法の検討を行い、大型店が撤退後に跡地を売却せずに地元側とまちづくりに乗り出すのは全国的にも珍しい取り組みとして注目を集めた。しかし、協議が難航したため2012年（平成24年）2月に結論が出ないまま協議会が解散となったが、協議は今後も継続するとしている。また、旧マイカルでこのような取り組みは初めてのケースであった。

## 年表
- 1941年（昭和16年）1月2日 - 畑清三郎が家業の「大善呉服店」から独立し、婦人子供服専門洋裁店を開業[6]。
- 1947年（昭和22年） - 神明通りに間口一間半・奥行一間の店舗を開店[7]。
- 1951年（昭和26年）3月 - 資本金160万円で「有限会社大善洋装店」を設立して法人化[5]。
- 1953年（昭和28年）
  - 3月 - 「株式会社大善」に改組[5]。
  - 4月 - 資本金を330万円に増資[5]。
- 1959年（昭和34年）4月に資本金200万円で「株式会社会津ヤクルト処理工場」を設立してヤクルト部を独立[5]。
- 1961年（昭和36年） - 畑清三郎が、鉄筋コンクリート地上5階建ての会津地方初の百貨店「大善」を神明通りに開店[8]。
- 1963年（昭和38年）5月27日 - 百貨店法に基く百貨店営業の認可を受ける[8]。
- 1971年（昭和46年）
  - 4月2日 - 増改築竣工[9][10]。
  - 6月19日 - 福島ニチイ傘下の「ニチイダイゼン」となる[12]。
  - 9月 - レインボープラザが完成し、「オサダビル」と「フジビル」と連結[13]。
- 1975年（昭和50年） - 福島ニチイが東北ニチイへ合併[14]。東北ニチイ運営に変わる。
- 1981年（昭和56年）10月9日 - 会津若松駅前に新築移転のため建物の建設工事が始まる。当初計画の商業施設面積15,073m2から6,000m2に大幅に縮小した[19]。
- 1982年（昭和57年）
  - 6月13日 - ニチイダイゼン営業終了。解体後、駐車場となる。[要出典]
  - 7月1日 - 東北ニチイ運営の「ニチイ会津若松店」（ニチイ会津若松ショッピングデパート）開店[2]。
- 1992年（平成4年）12月1日 - サティ業態転換にともなう売りつくしセール開始。改装工事開始。売場に用途変更のため、4階駐車場が閉鎖。また3階 - 4階のエスカレーター増設工事も行われ2階 - 3階のエスカレーターもサティ開店まで使用休止となる。コンクリート無塗装のままだった天井の塗装も施工。[独自研究?]
- 1993年（平成5年）
  - 2月21日 - 地下1階食品売場のみ営業終了。[独自研究?]
  - 2月28日 - ニチイ会津若松店が営業終了。[独自研究?]
  - 3月13日 - 東北ニチイ運営の「会津サティ」が開店[15]。
- 2001年（平成13年）9月1日 - マイカル東北の運営からマイカル直営となる。福島県内では、福島サティ（現：イオン福島店）やいわきサティ（現：イオンいわき店）などとともに店舗譲渡されマイカル直営店舗となる。
- 2003年（平成15年） - 外壁塗装、誘導灯・照明器具交換、立体駐車場天井補修など店舗の改修工事が行われる。[独自研究?]
- 2008年（平成20年）11月13日 - 来年6月末での閉店を表明[17]。
- 2009年（平成21年）
  - 3月5日 - 閉店のための売りつくしセールが始まる。それまで行われていた特売企画の火曜得々市が廃止され木曜大市に変更。[独自研究?]
  - 6月30日 - 閉店[3]。
  - 7月12日 - 11月30日 - 建物の解体工実施。[要出典]